# Bussigny
Pour les articles homonymes, voir Bussigny (homonymie).
Bussigny est une commune suisse du canton de Vaud, située dans le district de l'Ouest lausannois. La commune est appelée Bussigny-sur-Morges jusqu'en 1959, puis Bussigny-près-Lausanne jusqu'en 2014. La commune est nommée Cité de l'énergie en 2013. Elle obtient le statut de ville en 2015, et atteint les 10 000 habitants le 11 mai 2021.

## Géographie

### Situation
Bussigny est bordé à l'ouest par la Venoge qui marque la frontière avec Bremblens et Échandens et à l'est par la Sorge qui marque la frontière avec Crissier. L'altitude moyenne de la commune est à 433 mètres.
Le territoire de Bussigny s'étend sur 4,82 km2. Lors du relevé de 2013-2018, les surfaces d'habitations et d'infrastructures représentaient 49,9 % de sa superficie, les surfaces agricoles 31,8 %, les surfaces boisées 17,0 % et les surfaces improductives 0,8 %.
| Aclens    | Vufflens-la-Ville | Villars-Sainte-Croix |
| Bremblens | Bussigny          | Crissier             |
| Échandens | Écublens          |                      |

### Transports

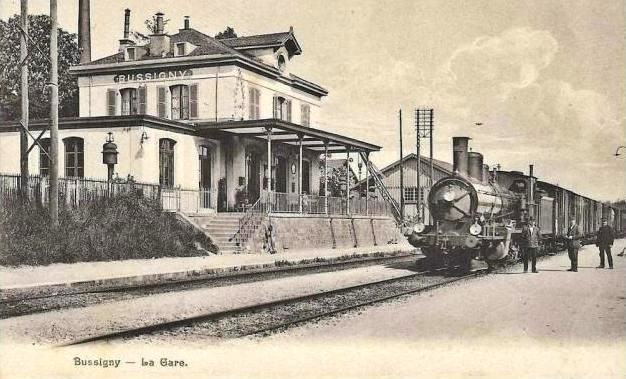
Gare de Bussigny en 1905.

Bussigny est desservie par une ligne de train et trois lignes de bus.
Afin de desservir les axes forts et régulièrement encombrés de leurs réseaux, les Transports publics de la région lausannoise ont planifié d'importantes nouveautés sur l'ensemble de l'agglomération de la capitale vaudoise. Parmi ces projets, on peut en citer deux concernant directement l'avenir des transports publics à Bussigny :
- Les Bus à haut niveau de service (BHNS) : équipées de trolleybus à double articulation de 24 mètres de long, ils auront la priorité aux feux et aux carrefours. L'une des trois lignes prévues reliera Bussigny-Gare à Lutry-Corniche, en passant notamment par la ville de Crissier. Ces BHNS verront le jour à partir de 2022[6].
- Le tramway T1, qui fera la liaison Lausanne-Flon-Renens-Bussigny et Villars-Sainte-Croix, à partir de 2026[7].

## Toponymie
Ce toponyme est attesté en 1488 sous la forme Bussignies.
Il tire son origine du nom de personne latin Bussenius avec le suffixe celtique -akos devenu en latin -acum. Ce nom fait partie de l'importante famille de toponymes formés à l'époque romaine, et qui ont été créés à partir d'un nom de famille propriétaire du domaine. La forme composée Bussigny-près-Lausanne s'explique par le besoin de distinguer cette localité de Bussigny-sur-Oron.

## Histoire

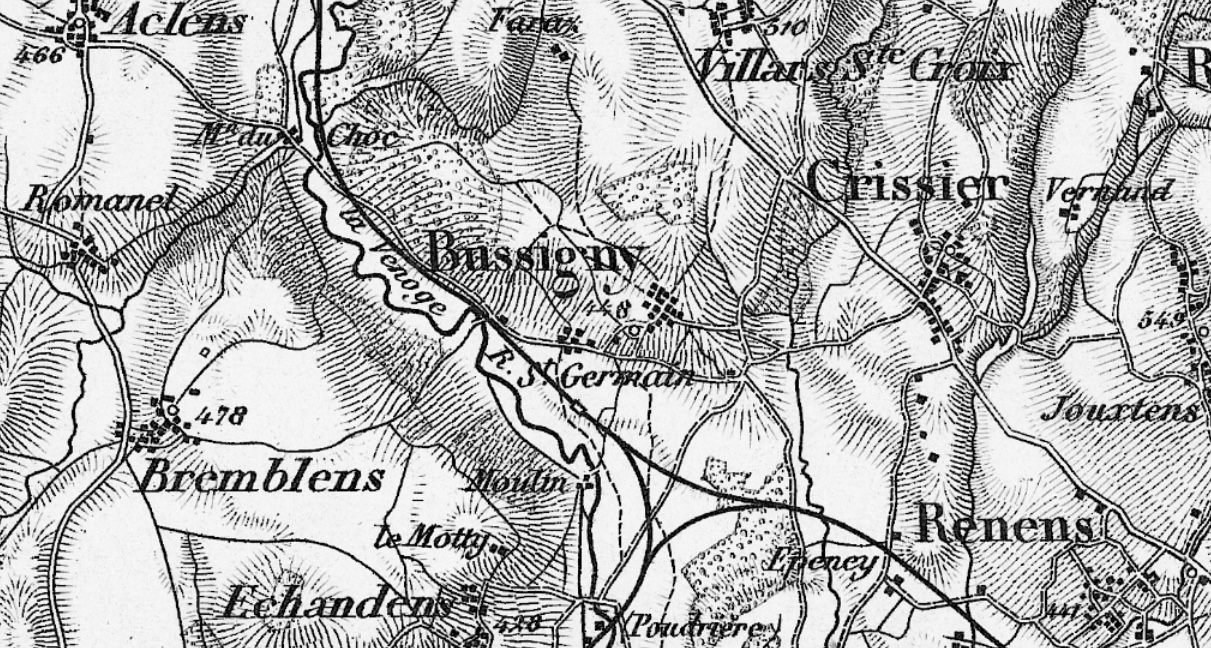
Bussigny et ses environs vers 1855.

Photo aérienne par Walter Mittelholzer, Gare de Bussigny (1925).

Des documents de l'époque bernoise désignent la commune par « les Communautés de Bussigny et Saint-Germain ». À cette époque en effet, Bussigny côtoyait un autre hameau, celui de Saint-Germain. La fusion se fera en 1803, alors que naissait le canton de Vaud. De nos jours, on retrouve encore à Bussigny la rue Saint-Germain, vestige témoignant de l'existence de ce petit village.
Au XIXe siècle, le nom officiel était Bussigny-sur-Morges. En 1885, Bussigny est relié au réseau ferroviaire par la ligne du Jura-Simplon. Depuis 1959, le village devient Bussigny-près-Lausanne.
En réalité, ces changements de nom reflètent uniquement le rythme de l'histoire. Les deux hameaux à l'époque du Pays de Vaud paysan ; puis une fusion en 1803 avec une seule localité rattachée au district de Morges et enfin le grand boum de la seconde moitié du XXe siècle dans le sillage de l'agglomération lausannoise.
En 2012, la commune émet le souhait de changer son nom en Bussigny. Le 14 janvier 2014, le Grand Conseil Vaudois a voté la modification de la Loi sur le découpage territorial et accepta le changement du nom de la ville en Bussigny. Il entre officiellement en vigueur le 1er mai 2014. En 2015, le village change de statut et devient officiellement une ville.

## Politique

### Vie politique
Le Conseil municipal (exécutif) est composé de 5 membres, deux de l'Entente communal (centre et droite) et trois du Parti socialiste, indépendants de gauche et verts (PSIG). Le Conseil communal (législatif) comprend 75 membres, 29 pour l'Entente communale, 34 pour le PSIG et 12 pour l'Union démocratique du centre,.
Ci-dessous un graphique représentant l'évolution des rapports partisans à Bussigny de 1965 à 2016.
- Entente communale (PRD - PLR)
- Union démocratique du centre (UDC)
- Parti socialiste et indépendants de gauche (PSIG)
- Parti socialiste (PS)
- Parti ouvrier populaire (POP)

### Gestion de l'environnement
L'entier de la surface forestière communale est certifiée FSC.
Depuis 2013, Bussigny est nommée Cité de l'énergie.

## Population

### Gentilé et surnom
Les habitants de la commune se nomment les Bussignolais.
Ils sont surnommés les Mange-Loup.

### Démographie

#### Évolution de la population
La commune compte 10 624 habitants au 31 décembre 2023 pour une densité de population de 2 204 hab/km2. Sur la période 2010-2023, sa population a augmenté de 31,7 % (canton : 18,6 % ; Suisse : 9,4 %).  

#### Pyramide des âges
En 2023, le taux de personnes de moins de 30 ans s'élève à 36,5 %, au-dessus de la valeur cantonale (34,6 %). Le taux de personnes de plus de 60 ans est quant à lui de 18,4 %, alors qu'il est de 22,5 % au niveau cantonal.
La même année, la commune compte 5 336 hommes pour 5 288 femmes, soit un taux de 50,2 % d'hommes, supérieur à celui du canton (49,1 %).
| Hommes | Classe d’âge | Femmes |
| ------ | ------------ | ------ |
| 0,3    | 90 ans ou +  | 0,7    |
| 5,6    | 75 à 89 ans  | 6,7    |
| 11,8   | 60 à 74 ans  | 11,7   |
| 19,8   | 45 à 59 ans  | 20,1   |
| 25,4   | 30 à 44 ans  | 24,8   |
| 19,6   | 15 à 29 ans  | 18,7   |
| 17,4   | - de 14 ans  | 17,3   |

| Hommes | Classe d’âge | Femmes |
| ------ | ------------ | ------ |
| 0,6    | 90 ans ou +  | 1,4    |
| 6,5    | 75 à 89 ans  | 8,7    |
| 13,5   | 60 à 74 ans  | 14,3   |
| 20,9   | 45 à 59 ans  | 20,9   |
| 22,3   | 30 à 44 ans  | 21,7   |
| 19,6   | 15 à 29 ans  | 17,7   |
| 16,6   | - de 14 ans  | 15,3   |

### Éducation
La scolarité publique à Bussigny est assurée par un établissement localisé sur deux communes, l'établissement scolaire de Bussigny et Villars-Sainte-Croix. Cet établissement regroupe huit collèges sur le territoire bussignolais, et un seul sur la commune de Villars-Ste-Croix.

### Sport

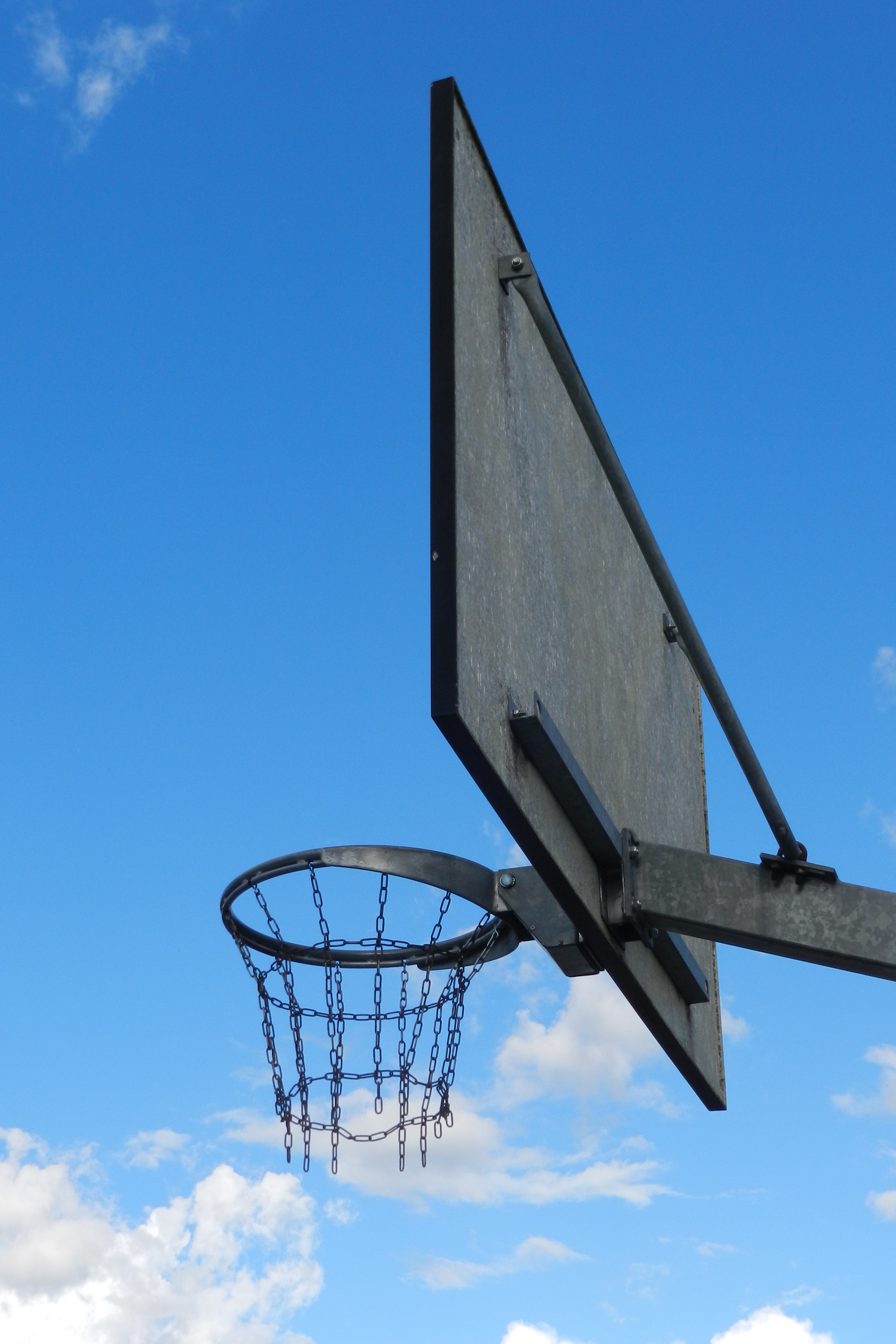
Panier de basketball à Bussigny, dans le parc récréatif de La Plannaz.

Bussigny compte près de vingt sociétés sportives, dont par exemple:
- FC Bussigny (Football Club de Bussigny), club de football ;
- TCB (Tennis club Bussigny), club de tennis ;
- VBC Bussigny (VolleyBall Club Bussigny), club de volleyball ;
- La Foulée de Bussigny, club de course à pied ;
- EKSK (École de Karaté Spirit Kyokushin), club de karaté ;
- JJCB (Judo Jujitsu Club Bussigny), club de judo et de ju-jitsu.

### Religion
La paroisse Saint-Pierre est la communauté des catholiques de Bussigny, qui ont leur lieu de culte à Bussigny même. La paroisse comprend aussi les communes de Villars-Sainte-Croix, Mex et Vufflens-la-Ville, pour un total d'environ 5 500 catholiques. La paroisse Saint-Pierre de Bussigny fait partie de l'Unité Pastorale de Renens-Bussigny.
La communauté paroissiale a célébré les 50 ans de son existence le 29 juin 2014, en la fête des apôtres Pierre et Paul. Les paroissiens ont aussi fêté en 2009 les 40 ans de la construction de l’église catholique. À cette occasion, le conseil de paroisse a entrepris une petite rénovation du bâtiment qui a compris la pose de vitraux. Ils ont été réalisés par l'artiste de renom Yoki.

## Culture et patrimoine

### Patrimoine bâti et urbanisme
La ville comptait 3 714 logements en 2015, dont 582 maisons individuelles, pour un total de 3 410 ménages.
Aujourd'hui, Bussigny continue son développement urbain : de nouveaux quartiers naissent, et les nombreuses constructions récentes de bâtiments surprennent les résidents. En effet, les citoyens de la commune vaudoise ont vécu la période 2000-2015 en l'absence de chantiers de grande ampleur.

#### Édifices religieux
Le temple protestant (ancienne église Saint-Germain) reconstruit en 1856-1858 est attribué à l'architecte Louis Wenger, mais cette assertion est contredite par les données des archives communales, qui n'évoquent pas Wenger dans la genèse de ce bâtiment, mais bien la collaboration du voyer Samuel Cupelin et de l'architecte David Braillard.
L'église catholique Saint-Pierre (rue du Jura 14), sur une hauteur, a été construite en 1969 par l’architecte Hanns A. Brütsch 46° 33′ 12″ N, 6° 33′ 03″ E           .

#### Édifices publics
- Collège du Tombay II (rue des Collèges 2b), par l'architecte Rodolphe Lüscher (construction de 2001 à 2003)[23]. C'est un bâtiment avec imposant porte-à-faux et relié par une passerelle sur deux étages au collège du Tombay I.

#### Architecture civile

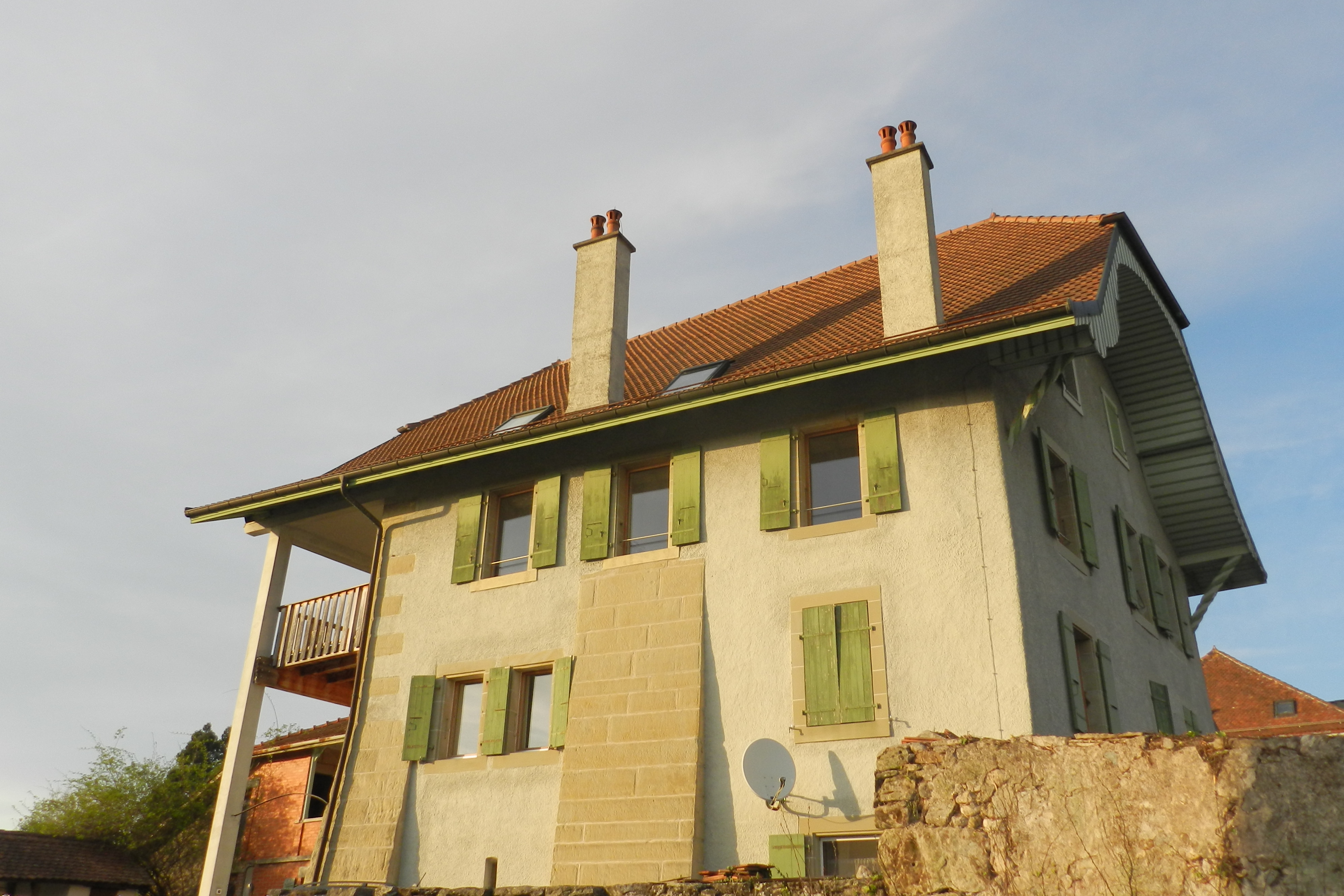
Ferme de type maison forte, à Bussigny.

- Ferme de type maison forte (rue de Montolieu 3), avec éléments de style gothique tardif, épais contrefort et avant-toit soutenu par des bras de force torsadés[23].
- Maison de maîtres (rue de Montolieu 2-4), composée de deux corps de bâtiments disposés en L: l'un est une maison de maîtres élevée vers 1750, l'autre un rural remanié vers 1800[23].
- Maison de maîtres (rue de Montolieu 5), fin XVIIIe siècle, ancienne propriété d'Isabelle de Montolieu[23].
- Garage Arc-en-Ciel (route de Renens 12), par l'architecte Jacques Favarger, avec une grande arche et marquise en voile de béton (1953)[23].

### Places et espaces
- la place de l'Hôtel de ville
- la place des Arcades
- la place du Vieux-Four

### Parcs et jardins
- le parc des chips
- le parc du temple

### Fontaines
Plusieurs fontaines agrémentent la localité, notamment à la rue des Alpes et dans les ruelles voisines.

### Manifestations
- La Bussigny Run, course à pied organisée annuellement fin juin[26].
- Carnaval de Bussigny, manifestation à caractère festif le dernier week-end de mars.
- La fête de l'Abbaye des Laboureurs, manifestation bisannuelle se déroulant lors des années paires, en juin, depuis 1803.
- Le 1er août, la fête nationale de Suisse célébrée à Bussigny avec, entre autres, un feu d'artifice.

### Personnalités
- Sergei Aschwanden, judoka médaillé de bronze aux Jeux olympiques de Pékin, a grandi à Bussigny[27].
- Tiphanie Bovay-Klameth, comédienne. Elle a grandi à Bussigny[28].

### Héraldique
| Blason de Bussigny | Blason  | Coupé d'argent et de gueules, au coq hardi et chantant de sable brochant, becqué, crêté et barbé de gueules. |
| Blason de Bussigny | Détails | Ces armoiries, adoptées en 1926, rappellent par leurs couleurs que Bussigny relevait autrefois de la seigneurie de Lausanne et que ses hommes marchaient sous la bannière de saint Laurent. Le coq provient des armes de la famille de Polier, qui possédait autrefois un fief noble à Saint-Germain, ancien centre de la localité. Les armoiries de la commune sont approuvées par le canton de Vaud. |

### Fonds d'archives
- Fonds : Archives communales de Bussigny (1324 -). Bussigny : Commune de Bussigny.